# Chalcopasta restricta
Chalcopasta restricta là một loài bướm đêm trong họ Noctuidae.